# الاپور، نالگاندا
الاپور، نالگاندا (به انگلیسی: Allapur, Nalgonda) یک منطقهٔ مسکونی در هند است که در آندرا پرادش واقع شده‌است.